# Poroka Device (Rafael)
Poroka Device, znana tudi kot Lo Sposalizio, je oljna slika italijanskega renesančnega umetnika Rafaela. Slika, končana leta 1504 za frančiškansko cerkev San Francesco v Città di Castello, prikazuje upodobitev poroke med Marijo in Jožefom. Preden je leta 1806 pristala v Pinakoteki Brera, je večkrat zamenjala roke.

## Zgodovina
V poznejših letih 15. stoletja so meceni v mestu Citta di Castello poslali tri naročila Rafaelovemu učitelju Pietru Peruginu, ki pa ga je v Peruginovi odsotnosti dokončal Rafael. Poroka Device je bila zadnja od teh. Očitno navdihnjen z eno od Peruginovih slik, znanih tudi kot Marijina poroka, je Rafael svoje delo, glede na datum, ki je bil postavljen poleg njegovega podpisa, končal leta 1504. Kar nekaj zgodovinarjev je nasprotovalo, da je Peruginova slika pred Rafaelovo, nekateri pa so predlagali, da ta slika sploh ni bila Peruginova, ampak da jo je po Rafaelu izdelal eden od Peruginovih privržencev, vendar dokumentarni dokazi iz 16. stoletja podpirajo sklep, da je Perugino začel delati na sliki leta 1499, čeprav je bila dokončana po 26. decembru 1503.
Ta posebni kos je naročil neki Filippo degli Albezzini, da bi visela v cerkvi, posvečeni svetemu Frančišku. V svojem prvotnem domu je ostala, dokler general Giuseppe Lechi ni vodil sil v Città di Castello, da bi mesto osvobodil avstrijske okupacije, ko je sliko podaril (ali morda zahteval) general. "Obnova Rafaela" v Cambridge Companion to Raphael (2005) poroča, da je slika ostala pri Lechiju do njegove smrti leta 1804, vendar je Lechi umrl leta 1836. Cyclopedia of Painters and Paintings pravi, da je Lechi kos prodal leta 1801 nekemu Giacomu Sannazaru, ki jo je prodal leta 1804 Ospedale Maggiore v Milanu. Kakor koli že je prispela tja, je bila kratek čas v posesti bolnišnice, saj jo je leta 1806 bolnišnica italijanski državi prodala za 53.000 frankov. Od takrat je bila prikazana v Pinakoteki  Brera, kljub predlogu iz leta 1859, da podobo podarijo Franciji, potem ko je vojska te države vstopila v Milano.
Med temi različnimi selitvami je bila slika poškodovana. Plošča je imela v zgornji polovici več razpok, po vsem pa je bila nagubana in skrivljena. Italijanski umetnik Giuseppe Molteni, ki jo je popravil novembra 1857, se je odločil za ohranitev plošče, namesto da bi sliko prenesel na platno, je preživel mesece pri popravljanju plošče, jo hidriral, da bi premagal škodo izsuševanja. Ta odločitev Moltenija je umetnostnim zgodovinarjem 20. stoletja omogočila, da z infrardečo refleksiografijo preučijo podrisbo pod dokončanim umetniškim delom. Molteni se je prav tako zavezal očistiti površino slike, ki je bila že prej restavrirana. Ni čistil agresivno, saj je hotel biti prepričan, da so ohranjeni elementi prvotne slike. Cyclopedia of Painters and Paintings kaže, da je slika 'nekoliko razbarvana'.
Čeprav je Rafaela pri slikanju dela močno navdihnil Perugino, je v nekaj desetletjih po dokončanju te slike je o teh razlikah pisal italijanski umetnik in umetniški biograf iz 16. stoletja Giorgio Vasari, ki je dejal, da se v sliki »jasno vidi napredek odličnosti Rafaelovega sloga, ki je postal veliko bolj subtilen in rafiniran ter prekaša Peruginov slog. V tem delu,« je nadaljeval, »je v perspektivi narisan tempelj s tako očitno pozornostjo, da je čudovito videti kako težke probleme si je tukaj zastavil«.

## Opis
Osnovna kompozicija slike temelji na osrednji perspektivi, izginjajoča točka je v dveh odprtih vratih templja v ozadju. Poroka se odvija na trgu pred templjem, v ozadju je mogoče videti obsežno, hribovito in gozdnato pokrajino. Dve skupini na levi in desni strani neveste in ženina sta naslikani v polkrožni predstavitvi in tako v nasprotnem smislu ponovita polkrog sprednje tempeljske fasade. Levo od Marije je prikazanih pet od sedmih devic, ki so z njo odraščale v templju; desna skupina prikazuje zavrnjene ženine. Par se prikaže v trenutku predaje prstana, prstan je točno na sredini slike. Po obredu prisege Jožef ne nosi čevljev. Edini podatek na sliki, ki je prikazan v gibanju, je neuspešni prosilec na desni strani Jožefa: razočaran nad zavrnitvijo zlomi svojo palico na kolenu. Slika ženske skupine na levi sledi tradiciji Peruginove šole. V desni skupini in kot celoti pa je Rafael že šel po svoji poti . Za celoto velja, da je »delovala s tančico žalosti«.

## V glasbi
Franz Liszt je leta 1858 sestavil klavirsko skladbo Sposalizio (Poroka Device, Rafaelova slika), ki ga je navdihnila ta slika in nosi njeno ime. Liszt je sliko videl na potovanju po Italiji 1837/38 v milanski Pinakoteki Brera. Lisztova skladba je del klavirskega cikla Années de pèlerinage. Deuxième année: Italie.